# Sojitz
Sojitz (jap. 双日株式会社, Sōjitsu Kabushiki kaisha) ist ein japanisches Großhandelsunternehmen (Sōgō Shōsha) mit Sitz in Minato, Tokio.

## Geschichte
Sojitz entstand 2004 durch die Fusion der japanischen Unternehmen Nisshō Iwai K.K. (日商岩井株式会社) und Nichimen K.K. (ニチメン株式会社). Die Unternehmensgruppe erzielte im Geschäftsjahr 2014/2015 einen konsolidierten Umsatz von 4105 Milliarden Yen.